# ميشال أبو شهلا
ميشال أبو شهلا هو ميشال بن سعيد بن حبيب أبي شهلا، صحفي وشاعر وأديب لبناني من مواليد بيروت، اشتهر طوال حياته في الحقلين الصحفي والاجتماعي بالعمل الدائم في سبيل المصلحة العامة ولترسيخ الوحدة الوطنية.

## حياته
ولد ميشال أبو شهلا في بيروت سنة 1898م، ودرس في الكلية البطريركية حيث قرض الشعر وهو في الثانية عشرة من عمره، كان والده سعيد أبو شهلا من كبار تجار بيروت، لذلك كان من الطبيعي أن يوجه ابنه إلى هذا الميدان، لكن مغريات التجارة عجزت عن ابعاده من مجاله الطبيعي الذي هو الادب والشعر والصحافة، توفي في السادس عشر من يناير عام 1959م، له ديوان شعر جمع بعد وفاته وسمي «أنفاس العشيات - ط»، قدم له يوسف إبراهيم يزبك بكلمة قال فيها:
«هو الأرثوذكسي القح، ابن المصيطبة»

## أعماله
أصدر مجلة «المعرض» مع ميشال زكور في أول آب أغسطس عام 1929م، وبقي مشاركاً في اصدارها حتى توقف عام 1935م، وفي عام 1936م اصدر صحيفة «الجمهور»؛ وهي مجلة سياسية اسبوعية أدبية فنية أنشأها ميشال أبو شهلا، وصدر العدد الأول منها في 17 أيلول سبتمبر سنة 1936م، امتازت بداية بطابعها الأدبي والسياسي، واستبدل اسم «الجمهور» بـ«الجمهور الجديد» في مطلع العام 1952م، وأصبحت تصدر كمجلة قياس 21 × 29 سنتم. رفعت المجلة شعاراً لها، وهو بيتان لمؤسس «الجمهور» ميشال أبو شهلا قال فيهما:
سألتك ان تهوى العروبة مؤمناً بموطن عز طارف وتليد وتحفظ إرث الضاد وهو رسالة نورثها من والد لوليد
نشر بعض قصائده في «المكشوف» وفي صحف و مجلات أخرى، وأسماه «أنفاس العشيات» عن مجلة الجمهور، بيروت. أصبح نقيباً للصحافة اللبنانية بعد فرح انطون من عام 1943م إلى عام 1944م، ورئيساً لجمعية أرباب الصحف الدورية، وبعد وفاته أصبحت مجلة الجمهور بعهدة ابنه فريد أبو شهلا.